# Denys d'Halicarnasse le Jeune
Ne doit pas être confondu avec Denys d'Halicarnasse.
Pour les articles homonymes, voir Denys.
Denys d'Halicarnasse dit le Jeune pour le distinguer de l'historien et critique littéraire contemporain d'Auguste, surnommé également le Musicien (ό Μουσικός), est un écrivain de langue grecque, contemporain de l'empereur Hadrien (IIe siècle), spécialisé dans le domaine de la musique (musicographe). Il était l'auteur des ouvrages suivants :
1. Une grande Histoire de la musique en 56 livres, pleine de renseignements techniques et biographiques sur de nombreux compositeurs, instrumentistes et poètes lyriques de l'Antiquité.
Cette œuvre est perdue, mais paraît avoir été utilisée au siècle suivant par Rufus, auteur d'un ouvrage de même titre, dont certaines parties passèrent au IVe siècle dans la chrestomathie du sophiste Sopatros d'Apamée, sujet du codex 161 de la Bibliothèque de Photios. On en retrouve aussi des éléments, par l'intermédiaire d'Hésychius de Milet, dans la Souda.
2. Un traité en 14 livres intitulé Notes sur le rythme (Ρυθμικὰ ὑπομνήματα).
3. Un ouvrage pédagogique en 12 livres intitulé Exercices musicaux (Μουσικαὶ διατριβαί).
4. Un ouvrage en 5 livres sur les questions musicales touchées par Platon dans sa République.

Ces trois dernières œuvres sont entièrement perdues.
Vivait également sous le règne d'Hadrien un certain Aelios Dionysios, surnommé « l'Atticiste », dont la Souda affirme qu'il descendait du Denys d'Halicarnasse (Διονύσιος ό Άλικαρνασσεύς) contemporain d'Auguste ; s'il était natif d'Halicarnasse, il faudrait donc l'appeler aussi Denys d'Halicarnasse le Jeune. Mais la Souda distingue bien deux auteurs différents. Cet Aelios Dionysios était l'auteur d'un lexique de la langue attique classique (Ἀττικὰ ὀνόματα), en 5 livres, ayant eu deux éditions, et qui est le sujet du codex 152 de la Bibliothèque de Photius. Il s'agissait d'un répertoire de termes spéciaux (vocabulaire religieux, institutionnel, expressions idiomatiques, etc.) visant à faciliter la lecture des auteurs attiques.